# Фондовая биржа

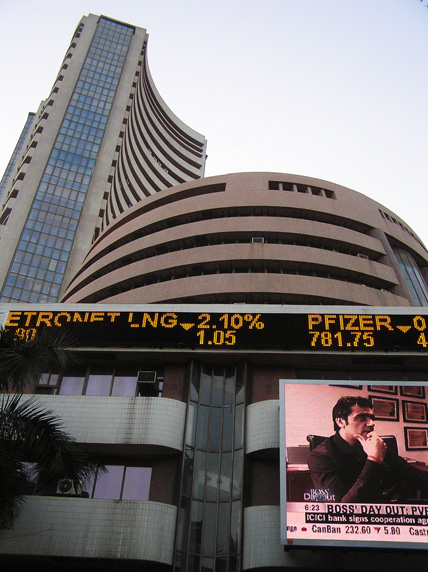
Бомбейская фондовая биржа
Старейшая биржа в Индии и Азии. Основана в 1875 году как местная Ассоциация биржевых маклеров. Признана правительством как официальная биржевая площадка в 1956 году. В 2005 году преобразована в корпорацию.

Фо́ндовая би́ржа — финансовый институт и юридическое лицо, обеспечивающее регулярное функционирование организованного рынка ценных бумаг.
В каждой стране мира с рыночной экономикой есть национальная фондовая биржа. Это организованный рынок для торговли ценными бумагами: акциями, облигациями и другими финансовыми инструментами.
Фондовые биржи могут быть некоммерческими организациями, открытыми или закрытыми акционерными обществами, государственными или квазигосударственными организациями. По данным 2016 года, в мире насчитывалось 250 фондовых бирж, капитализация 16 из них превышала 1 триллион долларов. Во Всемирную федерацию бирж входят 63 фондовые биржи. Участвовать в торгах на бирже могут физические или юридические лица, либо те и другие. Большинством бирж рассчитываются фондовые индексы, вычисляемые на основе цен определённой группы ценных бумаг.

## История
Среди учёных нет единого мнения относительно того, когда впервые были проданы корпоративные акции. Некоторые видят в качестве ключевого события основание Голландской Ост-Индской компании в 1602 году, в то время как другие указывают на более ранние события (Брюгге, Антверпен в 1531 году и Лион в 1548 году). Первая в истории фондовой биржи книга «Confusion of Confusions» была написана голландским трейдером Жозефом де ла Вега, а Амстердамская фондовая биржа часто считается старейшей «современной» фондовой биржей в мире.
С другой стороны, экономист Ульрика Малмендьер из Калифорнийского университета в Беркли утверждает, что фондовый рынок существовал ещё в древнем Риме, который происходит от этрусского «Арджентари». В Римской республике, которая существовала на протяжении веков до основания Империи, существовали общественные объединения, организации подрядчиков или арендаторов, которые выполняли строительство храмов и другие услуги для властей. Одной из таких услуг было кормление гусей на Капитолийском холме в качестве награды для птиц после того, как они предупредили о галльском вторжении в 390 году до н. э. У участников таких организаций были доли или акции, — эта концепция упоминалась государственным деятелем и оратором Цицероном несколько раз. В одной речи Цицерон упоминает «акции, которые в то время имели очень высокую цену». Такие доказательства, по мнению Малменджера, позволяют предположить, что этими инструментами торговали, с колебаниями стоимости в зависимости от успеха организации. Товарищества ушли в неизвестность во времена императоров, так как большая часть их услуг были переданы прямым представителям государства.
Торгуемые облигации как широко используемый тип залога были более поздней инновацией, инициированной итальянскими городами-государствами позднего средневековья и раннего эпохи Возрождения
Во второй половине XIX века фондовая биржа стала рынком, который помогал распределять денежные капиталы в разные хозяйственные отрасли. Нью-Йоркская фондовая биржа в XX веке стала занимать ключевую роль. По состоянию на 1980 год курсовая стоимость ценных бумаг, которые котировались на этой бирже, была равна 397,7 миллиардов долларов. Оборот Токийской биржи составлял 300 миллиардов долларов.
Для того, чтобы стать членом биржи, нужно было сделать большие взносы. Для того, чтобы стать членом Нью-Йоркской фондовой биржи в 1970-е годы, нужно было быть обладателем акции стоимостью 100 тысяч долларов. При этом, нужно было иметь при себе ещё и рекомендациями старых членов биржи.

## Описание
На фондовой бирже происходит покупка и продажа ценных бумаг, курс которых определяется доходами, которые они регулярно приносят. Биржевой курс может колебаться в зависимости от того, как соотносится между собой предложение и спрос на ценные бумаги. Самые значительные и резкие изменения курса можно наблюдать, когда происходят биржевые крахи.

## Задачи фондовой биржи
1. Предоставление централизованного места, где может происходить как продажа ценных бумаг их первым владельцам, так и вторичная их перепродажа;
2. Выявление равновесной биржевой цены;
3. Аккумулирование временно свободных денежных средств и способствование передаче права собственности;
4. Обеспечение гласности, открытости биржевых торгов;
5. Обеспечение арбитража;
6. Обеспечение гарантий исполнения сделок, заключенных в биржевом зале;
7. Разработка этических стандартов, кодекса поведения участников биржевой торговли.

## Фондовые биржи в мире
Восемнадцать крупнейших фондовых бирж по рыночной капитализации по состоянию на 31 декабря 2010 года (в трлн долларов США)
1. NYSE Euronext — $15,970
2. NASDAQ — $4,931
3. Токийская фондовая биржа — $3,827
4. Лондонская фондовая биржа — $3,613
5. Шанхайская фондовая биржа — $2,717
6. Гонконгская фондовая биржа — $2,711
7. Фондовая биржа Торонто — $2,170
8. Бомбейская фондовая биржа — $1,631
9. Национальная фондовая биржа Индии — $1,596
10. Фондовая биржа Сан-Паулу (Bovespa), Бразилия — $1,545
11. Австралийская фондовая биржа — $1,454
12. Франкфуртская фондовая биржа (Deutsche Börse) — $1,429
13. Nordic Stock Exchange Group OMX (биржи: Копенгаген, Хельсинки, Исландия, Стокгольм, Таллин и Вильнюс) — $1,311
14. Швейцарская биржа — $1,229
15. Мадридская фондовая биржа (BME Spanish Exchanges) — $1,171
16. Корейская биржа — $1,091
17. Московская межбанковская валютная биржа — $0,949
18. Йоханнесбургская фондовая биржа — $0,925

## Фондовые биржи в России
Сейчас в России насчитывается 6 бирж. Однако реальные торги ценными бумагами происходят только на 3 биржах:
- Московская биржа — крупнейшая биржа в России
- Санкт-Петербургская валютная биржа (СПВБ)
- Санкт-Петербургская биржа

До 1917 г. в Российской империи действовало семь товарно-фондовых бирж — в Петербурге, Москве, Одессе, Киеве, Харькове, Варшаве и Риге. Основной из них была Петербургская. В советской России биржи закрыли в 1917—1918 г. В 1990-х годах после распада СССР они были открыты вновь.
С 1 января 2014 года российское законодательство не предусматривает деления бирж на фондовые, валютные и товарные; для обозначения всех вышеперечисленных видов используется термин «биржа» (п.6 ст. 29 Федерального закона от 21.11.2011 N 325-ФЗ (ред. от 21.12.2013) «Об организованных торгах»), а их деятельность регулируется Федеральным законом «Об организованных торгах» и иными нормативными актами.
Участвовать в торгах на биржах России могут лицензированные брокеры, дилеры и управляющие компании. Физические лица участвуют в торгах через брокеров.